# Frans Phlippeau
Franciscus Alexander Maria (Frans) Phlippeau (Amsterdam, 23 september 1861 – aldaar, 14 juni 1928) was een Nederlands tenor.
Hij was zoon van Pasquale Anthony Alexander Phlippeau (broer van kuntschilder Carel Frans Phlippeau) en Juliette Louise Augusta van Erven Dorens. Broer Carel Phlippeau (Amsterdam, 1871-circa 1950) was tenor en dirigent, maar verdween door zijn vertrek naar Nederlands-Indië uit de Nederlandse muziekwereld. Frans Phlippeau trouwde met Virginie Paulina Stephanie Jung. Hij overleed in de Valeriuskliniek aan “hersenverkalking”.  Hij werd begraven op de Begraafplaats Buitenveldert.
Hij kreeg zijn opleiding aan de Hogere Burgerschool van het internaat Abdij Rolduc, waar hij werd klaargestoomd voor het zakenleven (bankier). Ondertussen zong hij in koren van de Sint-Augustinuskerk op Rusland (vader was daar koorleider) en in de Mozes en Aäronkerk. Hij kreeg echter al snel genoeg van en wendde zich tot de muziek. Hij kreeg in Rolduc al onderwijs in zang, piano en orgel, meest van professor Bernard Pothast (1824-1904). Hij klom zo op van amateurzanger tot beroeps. Hij was in het begin van zijn loopbaan voornamelijk operazanger, die in de periode 1897-1904 verbonden was aan diverse versies van de Nederlandse Opera, die van Cornelis van der Linden en Johannes George de Groot. Hij zong echter ook in de koren van Daniël de Lange. Hij zong voorts in een mannenkwartet, dat in binnen- en buitenland optrad. Gedurende zijn loopbaan trad hij ook wel op als solist bij koren, bijvoorbeeld bij Euterpe in Amsterdam. In 1907 organiseerde hij als “hoogbegaafden zanger” een koorconcert met 300 zangers in het Paleis voor Volksvlijt.

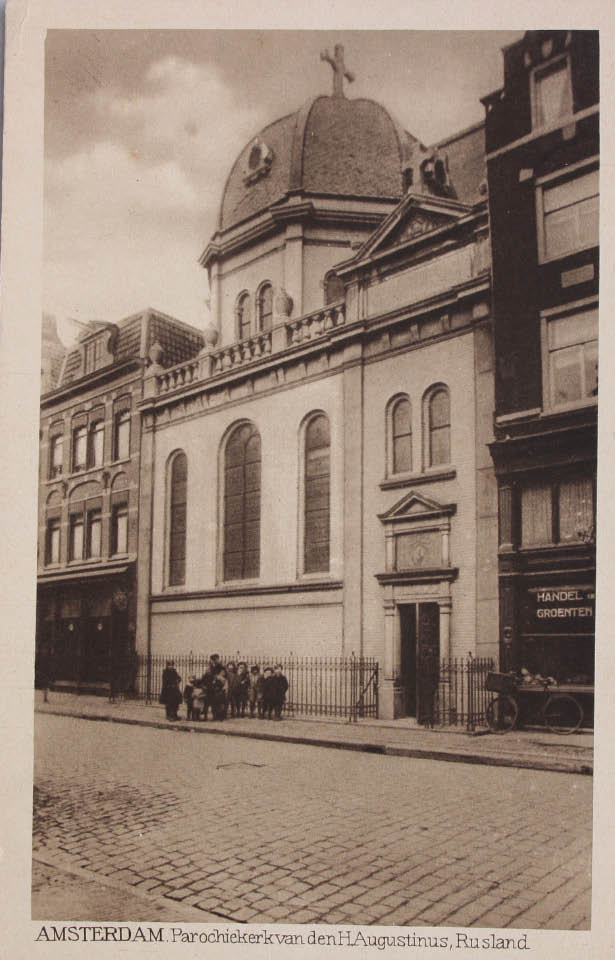
Sint-Augustinuskerk op Rusland (circa 1900)